# ليمون غروف (كاليفورنيا)
ليمون غروف (بالإنجليزية: Lemon Grove )‏ هي إحدى مدن مقاطعة سان ديغو، كاليفورنيا. أُعطيت لقب مدينة في 1 يوليو، 1977.

## التركيبة السكانية
حدّد مكتب تعداد الولايات المتحدة بيانات التركيبة السكانية لليمون غروف في تعداد الولايات المتحدة. في ما يلي، التركيبة السكانية حسب تعدادي 2000 و2010.

### تعداد عام 2000
بلغ عدد سكان ليمون غروف 24,918 نسمة بحسب تعداد عام 2000، وبلغ عدد الأسر 8,488 أسرة وعدد العائلات 5,960 عائلة مقيمة في المدينة. في حين سجلت الكثافة السكانية 2,479.4 نسمة لكل كيلومتر مربع (6,421.6/ميل2). وبلغ عدد الوحدات السكنية 8,722 وحدة بمتوسط كثافة قدره 867.9 لكل كيلومتر مربع (2,247.9/ميل2).
وتوزع التركيب العرقي للمدينة بنسبة 59.63% من البيض و12.08% من الأمريكيين الأفارقة و1.10% من الأمريكيين الأصليين و5.75% من الأمريكيين ذوي الأصول الآسيوية و0.84% من سكان جزر المحيط الهادئ و13.50% من الأعراق الأخرى و7.10% من عرقين مختلطين أو أكثر و28.52% من الهسبانيون أو اللاتينيون من أي عرق.
بلغ عدد الأسر 8,488 أسرة كانت نسبة 41.5% منها لديها أطفال تحت سن الثامنة عشر تعيش معهم، وبلغت نسبة الأزواج القاطنين مع بعضهم البعض 49% من أصل المجموع الكلي للأسر، ونسبة 15.6% من الأسر كان لديها معيلات من الإناث دون وجود شريك، بينما كانت نسبة 5.6% من الأسر لديها معيلون من الذكور دون وجود شريكة وكانت نسبة 29.8% من غير العائلات. تألفت نسبة 22.4% من أصل جميع الأسر من عدة أفراد يعيشون في نفس المنزل ونسبة 8.9% كانت تتألف من شخص يعيش بمفرده يبلغ من العمر 65 عاماً أو أكثر. وبلغ متوسط حجم الأسرة المعيشية 2.87، أما متوسط حجم العائلات فبلغ 3.36.
بلغ العمر الوسطي للسكان 34.7 عاماً. وكانت نسبة 27.5% من القاطنين تحت سن الثامنة عشر، وكانت نسبة 8.9% بين الثامنة عشر والرابعة والعشرين عاماً، ونسبة 30.2% كانت واقعةً في الفئة العمرية ما بين الخامسة والعشرين والرابعة والأربعين عاماً، ونسبة 20.1% كانت ما بين الخامسة والأربعين والرابعة والستين، ونسبة 10.9% كانت ضمن فئة الخامسة والستين عاماً فما فوق. يوجد لكل 100 أنثى 94.2 ذكر، ويوجد لكل 100 أنثى في الثامنة عشر من عمرها فما فوق 91.5 ذكر.
بلغ متوسط دخل الأسرة في المدينة 39,823 دولارًا، أما متوسط دخل العائلة فبلغ 45,844 دولارًا. وكان متوسط دخل الذكور 35,042 دولارًا مقابل 28,509 دولارًا للإناث. وسجل دخل الفرد الخاص بالمدينة 17,002 دولارًا. وكانت نسبة 9.2% من العائلات ونسبة 13.7% من السكان تحت خط الفقر، وكان من هؤلاء نسبة 18.4% تحت سن الثامنة عشر ونسبة 5.9% في الخامسة والستين من العمر وما فوق.

### تعداد عام 2010
بلغ عدد سكان ليمون غروف 25,320 نسمة بحسب تعداد عام 2010، وبلغ عدد الأسر 8,434 أسرة وعدد العائلات 5,883 عائلة مقيمة في المدينة. في حين سجلت الكثافة السكانية 2,519.4 نسمة لكل كيلومتر مربع (6,525.2/ميل2). وبلغ عدد الوحدات السكنية 8,868 وحدة بمتوسط كثافة قدره 882.4 لكل كيلومتر مربع (2,285.4/ميل2).
وتوزع التركيب العرقي للمدينة بنسبة 51.63% من البيض و13.80% من الأمريكيين الأفارقة و0.89% من الأمريكيين الأصليين و6.41% من الأمريكيين ذوي الأصول الآسيوية و1.09% من سكان جزر المحيط الهادئ و19.07% من الأعراق الأخرى و7.11% من عرقين مختلطين أو أكثر و41.21% من الهسبانيون أو اللاتينيون من أي عرق.
بلغ عدد الأسر 8,434 أسرة كانت نسبة 39.1% منها لديها أطفال تحت سن الثامنة عشر تعيش معهم، وبلغت نسبة الأزواج القاطنين مع بعضهم البعض 45.8% من أصل المجموع الكلي للأسر، ونسبة 16.8% من الأسر كان لديها معيلات من الإناث دون وجود شريك، بينما كانت نسبة 7.1% من الأسر لديها معيلون من الذكور دون وجود شريكة وكانت نسبة 30.2% من غير العائلات. تألفت نسبة 22.9% من أصل جميع الأسر من عدة أفراد يعيشون في نفس المنزل ونسبة 8.7% كانت تتألف من شخص يعيش بمفرده يبلغ من العمر 65 عاماً أو أكثر. وبلغ متوسط حجم الأسرة المعيشية 2.96، أما متوسط حجم العائلات فبلغ 3.51.
بلغ العمر الوسطي للسكان 35.0 عاماً. وكانت نسبة 25.5% من القاطنين تحت سن الثامنة عشر، وكانت نسبة 10.2% بين الثامنة عشر والرابعة والعشرين عاماً، ونسبة 27.3% كانت واقعةً في الفئة العمرية ما بين الخامسة والعشرين والرابعة والأربعين عاماً، ونسبة 25.9% كانت ما بين الخامسة والأربعين والرابعة والستين، ونسبة 11.2% كانت ضمن فئة الخامسة والستين عاماً فما فوق. وتوزع التركيب الجنسي للسكان بنسبة 48.8% ذكور و51.2% إناث.